# Jorge Illueca
Jorge Enrique Illueca Sibauste (Ciudad de Panamá, Panamá; 17 de septiembre de 1918 - 3 de mayo de 2012) fue un político, embajador y abogado panameño. Fue el 40°. Presidente de la República Constitucional de Panamá desde el 13 de febrero hasta el 11 de octubre de 1984, reemplazando constitucionalmente al renunciante Ricardo de la Espriella. 
Fue presidente del Consejo de Seguridad de las Naciones Unidas, por rotación mensual, en los años 1958, 1959, 1976 y 1981; asimismo, presidente de la XXXVIII Asamblea General de las Naciones Unidas, en 1983-1984. Fue parte de las negociaciones de los nuevos tratados del Canal designado por Roberto Chiari (1964) y Omar Torrijos (1972). Bajo la presidencia de Aristides Royo fue ministro de Relaciones Exteriores.
En 1982 fue elegido segundo vicepresidente del país; entre 1983 y 1984. Asumió el cargo de Presidente Constitucional de Panamá debido a la renuncia de Ricardo de la Espriella hasta la realización de las elecciones generales del 6 de mayo de ese mismo año.
En su corto periodo inauguró la Central Hidroeléctrica Fortuna y le otorgó personería jurídica a la Federación Nacional de Servidores Públicos. Se cerró la Escuela de las Américas.  Se crearon, además, varios parques nacionales: el parque nacional Chagres, el parque nacional Sarigua, en la provincia de Herrera y el Refugio de Vida Silvestre Taboga. Bajo su administración se preparó el anteproyecto de ley que aseguró la creación del parque natural Metropolitano, en el corregimiento de Ancón.
En su vida postpresidencial, fue miembro de la Comisión de Derecho Internacional de las Naciones Unidas. De 1994 a 1997 ocupó el cargo de embajador jefe de la Misión Permanente en la ONU.